# Berryella
Berryella es un género de bacterias grampositivas de la familia Eggerthellaceae. Fue descrito en el año 2021. Su etimología hace referencia al profesor David Barry de la Universidad de Viena, Austria. Son bacterias anaerobias estrictas e inmóviles. Se han aislado del intestino de cerdos y del tracto respiratorio de una marmota.

## Taxonomía
Actualmente existen 2 especies descritas:
- Berryella intestinalis
- Berryella wangjianweii